# Erich Pilsner

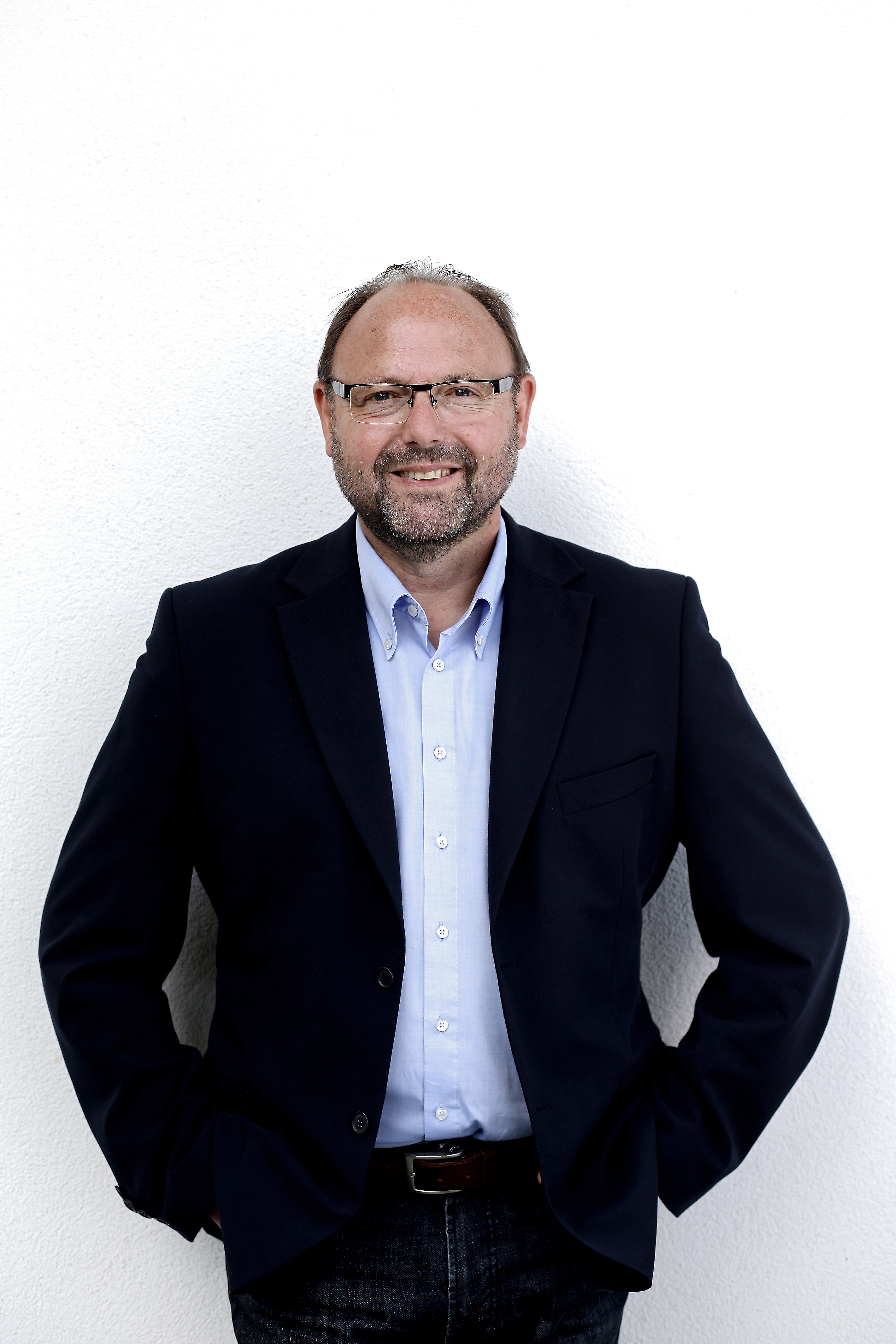
Erich Pilsner

Erich Pilsner (* 16. April 1959 in Wels) ist ein ehemaliger oberösterreichischer sozialdemokratischer Landtagsabgeordneter (1998 bis 2015). Der verheiratete Vater dreier Töchter lebt mit seiner Familie in St. Marienkirchen.
Pilsner besuchte nach Volks- und Hauptschule die Kaufmännische Berufsschule in Wels, die er als Großhandelskaufmann abschloss. Später legte er die Verwaltungsprüfung in der AUVA ab, wo er von 1979 bis 1981 beschäftigt war.
Pilsner war von 1982 bis 1999 Stellvertretender SPÖ-Landesgeschäftsführer und ist seit Mai 1999 bei der Wiener Städtischen Oberösterreich beschäftigt.
Von 31. Oktober 1997 bis Oktober 2015 war Pilsner Landtagsabgeordneter. Ab September 2016 soll er sich in der SPÖ-Landesgeschäftsstelle um Kampagnen, Wahlvorbereitung und um die Betreuung der Bezirke und Ortsgruppen kümmern.

## Auszeichnungen
- 2016: Goldenes Ehrenzeichen des Landes Oberösterreich[2]